# Município de Eagle (condado de Brown, Ohio)
Localização do Ohio nos E.U.A.
O município de Eagle (em inglês: Eagle Township) é um município localizado no condado de Brown no estado estadounidense de Ohio. No ano 2010 tinha uma população de 1344 habitantes e uma densidade populacional de 20,31 pessoas por km².

## Geografia
O município de Eagle encontra-se localizado nas coordenadas 38° 59′ 11″ N, 83° 43′ 31″ O. Segundo a Departamento do Censo dos Estados Unidos, o município tem uma superfície total de 66.17 km², da qual 66,17 km² correspondem a terra firme e (0 %) 0 km² é água.

## Demografia
Segundo o censo de 2010, tinha 1344 pessoas residindo no município de Eagle. A densidade populacional era de 20,31 hab./km².